# Hypocnemis peruviana
A Hypocnemis peruviana a madarak osztályának verébalakúak (Passeriformes) rendjébe és a hangyászmadárfélék (Thamnophilidae) családjába tartozó faj.

## Rendszerezése
A fajt Władysław Taczanowski lengyel ornitológus írta le 1884-ben, a Hypocnemis cantator alfajaként Hypocnemis cantator peruvianus néven.

## Alfajai
- Hypocnemis peruviana peruviana Taczanowski, 1884
- Hypocnemis peruviana saturata Carriker, 1930[2]

## Előfordulása
Dél-Amerikában, Bolívia, Brazília, Ecuador és Peru területén honos. Természetes élőhelyei a szubtrópusi vagy trópusi síkvidéki esőerdők, mocsári erdők, folyók és patakok környéke. Állandó, nem vonuló faj.

## Megjelenése
Testhossza 11–12 centiméter.

## Természetvédelmi helyzete
Az elterjedési területe elég nagy, egyedszáma pedig növekszik. A Természetvédelmi Világszövetség Vörös listáján nem fenyegetett fajként szerepel.